# Municipio de Lake (condado de Clark)
El municipio de Lake (en inglés: Lake Township) es un municipio ubicado en el condado de Clark en el estado estadounidense de Dakota del Sur. En el año 2010 tenía una población de 79 habitantes y una densidad poblacional de 0,85 personas por km².

## Geografía
El municipio de Lake se encuentra ubicado en las coordenadas 44°40′57″N 97°39′59″O / 44.68250, -97.66639. Según la Oficina del Censo de los Estados Unidos, el municipio tiene una superficie total de 92.45 km², de la cual 89,27 km² corresponden a tierra firme y (3,44 %) 3,18 km² es agua.

## Demografía
Según el censo de 2010, había 79 personas residiendo en el municipio de Lake. La densidad de población era de 0,85 hab./km². De los 79 habitantes, el municipio de Lake estaba compuesto por el 100 % blancos. Del total de la población el 0 % eran hispanos o latinos de cualquier raza.